# Kadrilj

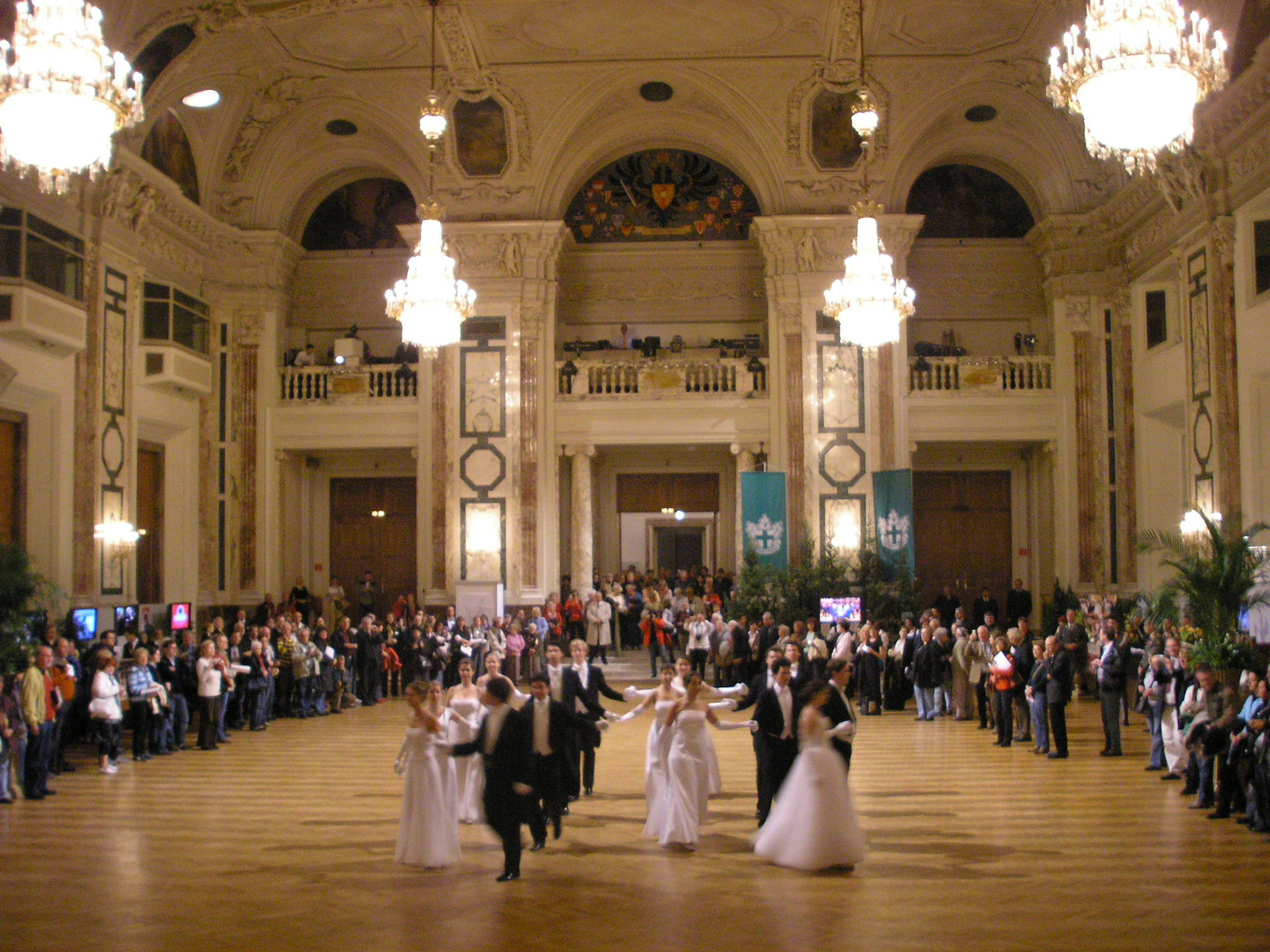

Kadrilj är en dans, som uppkom på 1700-talet i Frankrike. Ytterst kommer ordet "kadrilj" från latinets ord för "fyrkantig". Dansen är besläktad med engelsk dans och dansas av par. Vanligen dansas kadrilj av fyra par som ställer upp sig i en fyrkant eller cirkel, som sedan går rytmiskt med olika turer, i takt till musiken. Dansen var populär i Sverige under hela 1800-talet, men kadriljens svenska storhetstid inföll mellan 1760 och 1820. Den förekommer i ett otal lokala och internationella varianter.
I Sverige har kadriljtraditionen haft särskilt starkt fäste i bygder nära kusten, varför dess spridning antas ha koppling till sjöfarten. 
Kadrilj är en så kallad kontradans, alltså en gruppdans med enkla steg där de dansande ofta rör sig från en uppställning, till exempel just en fyrkant.
Kadriljridning är en form av organiserad ridning, där grupper av hästar rör sig tillsammans till musik. En klassisk kadriljridning utgörs av fyra, åtta eller tolv (o.s.v.) ryttare som följaktligen rör sig i en fyrkant. Historiskt har den haft en militär funktion, som numera har upphört. 